# Bloc du 14-Mars
Le bloc du 14-Mars est le bloc parlementaire majoritaire de l'assemblée nationale libanaise rattaché à l'Alliance du 14-Mars. Il comprend 72 députés (71 depuis le 21 novembre 2006). Ce bloc est parfois appelé « Coalition du 14-Mars », « liste du Martyr Rafic-Hariri » ou encore « bloc anti-syrien ».
Le bloc est formé de trois partis principaux : Courant du Futur (36, soit plus que le bloc de la résistance et du développement), Parti socialiste progressiste (Rencontre démocratique, 16), et Forces libanaises (5)
Les autres membres du bloc sont : l'ensemble de Kornet Chehwane (6, Phalanges libanaises pro-Gemayel et Parti national-libéral et autre), le Bloc Tripolitain (4), le Mouvement du renouveau démocratique (1) et le Mouvement de la gauche démocratique (1).

## Membres du Bloc

### Circonscription de Beyrouth 1
- Bassem Chab, bloc du Futur
- Saad Hariri, bloc du Futur
- Ammar Houri, bloc du Futur
- Michel Pharaon, bloc du Futur
- Solange Gemayel, Kornet Chehwane
- Ghassan Tueni, Kornet Chehwane

### Circonscription de Beyrouth 2
- Mohammad Amine Itani, bloc du Futur
- Nabil de Freige, bloc du Futur
- Yeghia Jerjian, bloc du Futur
- Atef Majdalani, bloc du Futur
- Bahige Tabbara, bloc du Futur

### Circonscription de Beyrouth 3
- Ghazi Aridi, bloc de la Rencontre démocratique
- Ghenwa Jalloul, bloc du Futur
- Mohamed Kabbani, bloc du Futur
- Hagop Kassarjian, bloc du Futur
- Jean Oghassabian, bloc du Futur
- Serge Tour-Sarkissian, bloc du Futur
- Ghazi Youssef, bloc du Futur

### Circonscription de Saida, Tyr, Zahrani, Bint-Jbeil
- Bahia Hariri, bloc du Futur

### Circonscription de Metn
- Pierre Gemayel, assassiné, remplacé par Camille Khoury, du bloc rival du changement et de la réforme.

### Circonscription de Baabda, Aley
- Antoine Andraos, bloc du Futur
- Akram Chehayeb, bloc de la Rencontre démocratique
- Ayman Choucair, bloc de la Rencontre démocratique
- Abdallah Victor Farhat, bloc de la Rencontre démocratique
- Henry Hélou, bloc de la Rencontre démocratique
- Fouad Saad, bloc de la Rencontre démocratique
- Bassem Sabeh, bloc de la Rencontre démocratique
- Fayçal Sayegh, bloc de la Rencontre démocratique

### Circonscription du Chouf
- Georges Adouan, bloc des Forces libanaises
- Elie Aoun, bloc de la Rencontre démocratique
- Nabil Boustani, bloc de la Rencontre démocratique
- Mohammad Hajjar, bloc du Futur
- Marwan Hamadé, bloc de la Rencontre démocratique
- Walid Joumblatt, bloc de la Rencontre démocratique
- Alaeddine Terro, bloc de la Rencontre démocratique
- Nehmé Tohmé, bloc de la Rencontre démocratique

### Circonscription de Zahle
- Nicolas Fattouche, indépendant

### Circonscription de Rashaya, Bekaa Ouest
- Waël Abou Faour, bloc de la Rencontre démocratique
- Ahmad Fattouh, bloc du Futur
- Robert Ghanem, indépendant
- Jamal Jarrah, bloc du Futur
- Antoine Saad, bloc de la Rencontre démocratique

### Circonscription de Akkar, Dinniyeh, Bécharré
- Kassem Abdel-Aziz, bloc Tripolitain
- Azzam Dandachi, bloc du Futur
- Ahmad Fatfat, bloc du Futur
- Moustapha Hachem, bloc du Futur
- Abdallah Hanna, bloc du Futur
- Hadi Hobeich, bloc du Futur
- Elie Keyrouz, bloc des Forces libanaises
- Mahmoud Mrad, bloc du Futur
- Riyad Rahhal, bloc du Futur
- Sethrida Geagea, bloc des Forces libanaises

### Circonscription de Tripoli, Zghorta, Batroun, Koura
- Misbah Ahdab, bloc du mouvement du renouveau démocratique
- Hachem Alameddine, bloc du Futur
- Moustapha Allouch, bloc du Futur
- Elias Atallah, bloc de la gauche démocratique
- Jawad Boulos, Kornet Chehwane
- Maurice Fadel, bloc Tripolitain
- Samir Frangié, Kornet Chehwane
- Nicolas Ghosn, bloc du Futur
- Farid Habib, bloc des Forces libanaises
- Boutros Harb, Kornet Chehwane
- Samir Jisr, bloc du Futur
- Mohammad Kabbara, bloc Tripolitain
- Farid Makari, bloc du Futur
- Nayla Moawad, Kornet Chehwane
- Badr Wannous, bloc du Futur
- Mohammad Safadi, bloc Tripolitain
- Antoine Zahra, bloc des Forces libanaises